# Zvonimir Toldi
Zvonimir Toldi, prof., etnolog i povjesničar, muzejski savjetnik u Muzeju brodskog Posavlja u Slavonskom Brodu

## Kratka biografija
Zvonimir Toldi rođen je u Vinkovcima, dok djetinjstvo provodi u najvećem selu Slavonije, Babinoj Gredi.
Školuje se u Slavonskom Brodu i u Zagrebu, gdje je na Filozofskom fakultetu diplomirao etnologiju i povijest. Godine 1968. zapošljava se u Muzeju brodskog Posavlja gdje se tijekom godina ističe prikupljanjem značajne etnološke zbirke, te formiranjem pozamašne fototeke, koja posjeduje preko deset tisuća negativa i pozitiva. 
Postavlja i brojne zapažene izložbe: Narodna obuća, 1972., Djevojačka kitnja, 1975., Muške narodne nošnje, 1978., Dijete i njegov svijet, 1979., Ukrašavanje ogledalcima, 1982., Tkalje Podcrkavačke župe, 1997., Dvoje leglo, troje osvanilo, 1999., itd. Sve izložbe redovito su popraćene i kvalitetnim i zanimljivim katalozima. Osim toga, Toldi sudjeluje i u više televizijskih emisija, kao jedna od najstručnijih i najpozvanijih osoba na području istraživanja tradicijske kulture u Hrvatskoj. 
Objavljuje niz stručnih etnoloških članaka, također i članaka o prošlosti Slavonskog Broda. Autor je i sljedećih knjiga: Razigrani doro, 1983., Nek se spominja i pamti I.,1987., Brod na Savi - dva zlatna doba, 1991., Nek se spominja i pamti II., 1994., Dvoje leglo - troje osvanilo, 1999., Sto i jedna brodska priča, 2002., itd.
Sudjeluje i u organizaciji Smotre folklora Brodsko kolo, kao član stručnog odbora. Osim ove, obnaša i funkcije člana prosudbene komisije za izbor najljepše djevojke i snaše u narodnoj nošnji na Đakovačkim vezovima, i na priredbi Mladost i ljepota Slavonije u Starim Mikanovcima.
Dobitnik mnogobrojnih nagrada i priznanja: Medalja Slavonskog Broda 1983., Nagrada oslobođenja Broda, 1990., Red Danice hrvatske s likom Marka Marulića, 1996., Red hrvatskog pletera, 1996.
I dalje profesionalno vrlo aktivan u priređivanju izložbi, pisanju i organizaciji manifestacija.